# (13993) Clemenssimmer
(13993) Clemenssimmer (1993 FN9) – planetoida z grupy pasa głównego asteroid okrążająca Słońce w ciągu 3,58 lat w średniej odległości 2,34 j.a. Odkryta 17 marca 1993 roku.